# Extant
Extant, ou Menacés, au Québec, est une série télévisée de science-fiction américaine en 26 épisodes de 42 minutes créée par Mickey Fisher, diffusée entre le 9 juillet 2014 et le 9 septembre 2015 sur le réseau CBS et en simultané au Canada sur le réseau Global.
En France, la série est diffusée depuis le 29 septembre 2014 sur M6 ; au Québec, elle est diffusée depuis le 25 août 2015 sur Ztélé ; et en Belgique, depuis le 25 juin 2018 sur RTL-TVI[réf. souhaitée]. Elle reste inédite dans les autres pays francophones.

## Synopsis
Vers 2055 (voir saison 1 épisode 1), après avoir passé treize mois dans l'espace, l'astronaute Molly Woods (Halle Berry) retourne sur la Terre et rentre à la maison auprès de sa famille : son mari, John, un scientifique surdoué, et Ethan, un petit garçon pas comme les autres. En effet, ce dernier n'est pas le fruit naturel de leur union, car Molly est stérile : il a été conçu par son père comme le premier prototype d'une future lignée de robots humanoïdes, appelés « Humanichs ». Molly est heureuse de revenir sur Terre et de retrouver sa vie après avoir été seule dans l'espace pendant un an, mais tout change lorsqu'elle découvre qu'elle est mystérieusement tombée enceinte.

## Fiche technique
- Titre original : Extant
- Création : Mickey Fisher
- Réalisation : Dan Lerner, Adam Arkin, Daniel Attias, Paris Barclay, Matt Earl Beesley, Allen Coulter, Holly Dale, Kevin Dowling, Paul McCrane, Christine Moore, Miguel Sapochnik et David Solomon
- Scénario : Mickey Fisher, Leslie Bohem, Eliza Clark, Peter Ocko, Gavin Johannsen, Vanessa Reisen et Greg Walker
- Directeur artistique : Cabot McMullen
- Décors : David Meyer
- Costumes : April Ferry
- Photographie : M. David Mullen et Michael G. Wojciechowski
- montage : Augie Hess, Mark S. Manos, Fred Peterson et Sidney Wolinsky
- Musique : Marcelo Zarvos (en)
- Producteur : Steven Spielberg, Greg Walker, Mickey Fisher, Brooklyn Weaver, Justin Falvey et Darryl Frank
- Sociétés de production : Amblin Entertainment et CBS Television Studios
- Sociétés de distribution CBS Television Distribution (en)
- Pays d'origine :  États-Unis
- Langue originale : anglais
- Format : couleur
- Genre : science-fiction
- Durée : 42 minutes

 Sauf indication contraire, les informations mentionnées dans cette section peuvent être confirmées par la base de données cinématographiques IMDb,  présente dans la section « Liens externes ».

## Distribution

### Acteurs principaux
- Halle Berry (VF : Géraldine Asselin) : Molly Woods
- Pierce Gagnon (VF : Kylian Trouillard) : Ethan Woods
- Grace Gummer (VF : Ingrid Donnadieu) : Julie Gelineau
- Jeffrey Dean Morgan (VF : Jérémie Covillault) : J.D. Richter (saison 2)
- Goran Višnjić (VF : Stéphane Ronchewski) : John Woods (saison 1 - invité saison 2)
- Camryn Manheim (VF : Marie-Laure Beneston) : Sam Barton (saison 1)
- Hiroyuki Sanada (VF : Omar Yami) : Hideki Yasumoto (saison 1)
- Michael O'Neill (VF : Philippe Catoire) : Alvin Sparks (saison 1)

### Acteurs récurrents
- Tyler Hilton (VF : Christophe Lemoine) : Charlie Arthurs
- Lynnanne Zager : G.I.N.A, l'assistante vocale des Woods (voix)

#### Saison 1
- Louis Gossett Jr. (VF : Benoît Allemane) : Quinn, père de Molly (invité saison 2)
- Maury Sterling (VF : Stéphane Pouplard) : Gordon Kern
- Annie Wersching (VF : Anne Rondeleux) : Femi Dodd
- Sergio Harford (VF : Namakan Koné) : Marcus Dawkins
- Tessa Ferrer (VF : Audrey Sablé) : Katie Sparks
- Brad Beyer (VF : Thierry Kazazian) : Harmon Kryger
- Charlie Bewley (VF : Frédéric Popovic) : Odin James / Gavin Hutchinson
- Jeannetta Arnette (en) (VF : Véronique Augereau) : Anya Sparks
- Enver Gjokaj (VF : Jérémy Prévost) : Sean Glass
- Costa Ronin (VF : Nicolas Dangoise) : Anton
- Owain Yeoman (VF : Thibaut Belfodil) : Dr Masson
- Adam O'Byrne (VF : Guillaume Bourboulon) : Ryan Jackson
- Joshua Malina : Dr Scott Beck

#### Saison 2
- David Morrissey (VF : Nicolas Marié) : Général Tobias Shepherd
- Kiersey Clemons (VF : Ludivine Maffren) : Lucy
- Cleo Anthony (en) (VF : Eilias Changuel) : Ares
- Michael Gladis (VF : Christophe Desmottes) : Nate Malone
- Henderson Wade (VF : Eilias Changuel) : Adhu
- Hilarie Burton (VF : Laura Préjean) : Anna Schaefer
- Necar Zadegan (VF : Déborah Perret) : Shayna Velez
- Kate Burton (VF : Evelyne Grandjean) : Fiona Stanton
- Lyndon Smith (en) (VF : Pamela Ravassard) : Kelsey Richter, fille de J.D.
- Melina Kanakaredes (VF : Céline Monsarrat) : Dorothy Richter
- Patrick Johnson (VF : Jonathan Gimbord) : Lucas
- Richard T. Jones (VF : Gilles Morvan) : Ray
- Mckenna Roberts : Terra
- Genneya Walton : Terra adolescente
- Tehmina Sunny : Iris
- Melissa Tang : Mei Fong
- Matt Malloy : Rogers
- Alexandra Breckenridge (VF : Carole Gioan) : Zoe Grant (épisode 2)
Version française
  - Société de doublage : Libra Films[6]
  - Direction artistique : Catherine Le Lann
  - Adaptation des dialogues : Sophie Désir et Valérie Marchand

 Source et légende : version française (VF) sur RS Doublage et Doublage Séries Database

## Développement

### Production
Le 7 août, CBS Television Studios a commandé la série de treize épisodes pour une diffusion à l'été 2014.
Après la diffusion du troisième épisode, CBS déplaça la série à 22 h, puis après le quatrième épisode, CBS réorganise son planning, le final de deux heures prévue pour le 24 septembre fut remplacé par deux épisodes de 90 minutes de Survivor et Big Brother, déplaçant le final pour le 17 septembre. Pour compenser, des épisodes doubles furent diffusés les 20 et 27 août.
Le 9 octobre 2014, CBS a officiellement renouvelé la série pour une deuxième saison. En février 2015, Elizabeth Kruger et Craig Shapiro deviennent les nouveaux showrunners, remplaçant Greg Walker.
Le 9 octobre 2015, la série est arrêtée après deux saisons.

### Casting
Les auditions ont débuté en octobre 2013. Halle Berry a décroché le rôle principal, suivie de Pierce Gagnon. En novembre, c'est au tour de Hiroyuki Sanada et en janvier 2014, Camryn Manheim, Goran Višnjić et Grace Gummer.
Parmi les rôles récurrents et invités de la première saison : Annie Wersching, Louis Gossett Jr., Joshua Malina, Tessa Ferrer et Tyler Hilton.
En décembre 2014, les producteurs ont décidé que Halle Berry, Pierce Gagnon et Grace Gummer seront les seuls acteurs principaux de retour pour la deuxième saison, Goran Visnjic et Camryn Manheim y seront pour quelques épisodes alors que Hiroyuki Sanada et Michael O'Neill n'en feront pas partie. À la fin janvier 2015, Jeffrey Dean Morgan est ajouté à la distribution principale.

### Tournage
Après le casting principal, le tournage a débuté le 10 février 2014.

## Épisodes

### Première saison (2014)
1. Retour sur Terre (Reentry)
2. Extinction (Extinct)
3. L'Enfant venu d'ailleurs (Wish You Were Here)
4. Noirs desseins (Shelter)
5. Paranoïa (What on Earth Is Wrong?)
6. Un véritable cauchemar (Nightmare)
7. Des machines et des hommes (More in Heaven and Earth)
8. L'Assaut (Incursion)
9. Les Yeux du mal (Care and Feeding)
10. Besoin d'une mère (A Pack of Cards)
11. La Vie éternelle (A New World)
12. Perdus dans l'espace (Before the Blood)
13. Intelligence artificielle (Ascension)

### Deuxième saison (2015)
Elle a été diffusée du 1er juillet au 9 septembre 2015.
1. Changement de scénario (Change Scenario)
2. Métamorphoses (Morphoses)
3. Pacte avec le Diable (Empathy for the Devil)
4. Briser le code (Cracking the Code)
5. No limit (The New Frontier)
6. Triple hélice (You Say You Want an Evolution)
7. Mobilisation (The Other)
8. Face à face (Arms and the Humanich)
9. Le Grand Départ (The Other Side)
10. Le Manipulateur (Don't Shoot the Messenger)
11. Zugzwang (Zugzwang)
12. Deux fois Molly (Double Vision)
13. Labyrinthe (The Greater Good)

## Accueil
Le pilote a attiré 9,58 millions téléspectateurs, soit un taux de 1.6 parmi les 18 à 49 ans, la meilleure performance parmi les autres réseaux.

## Titre
Le titre, qui joue sur le mot « Extinct », fait allusion à la disparition des espèces. Le deuxième épisode montre une visite à un musée de sciences naturelles, au cours de laquelle le jeune Ethan apprend que l'homme de Néandertal a disparu. Un guide lui explique que seules les races les plus fortes ont survécu, conception qui relève du darwinisme social ou spencérisme, et qui a été combattue par Charles Darwin. Troublé par cette nouvelle, Ethan fait ensuite le dessin d'un vaisseau spatial dans lequel pourrait se réfugier sa famille.

## Anecdotes
Malia Obama, la fille aînée de l'ancien président américain, a travaillé sur le tournage de l'épisode pilote de la série en tant que stagiaire assistante de production.
Son père, Barack, avait expliqué lors d'une interview que sa fille aînée était intéressée par la manière dont les films étaient élaborés.
De son côté, la jeune femme a semblé très heureuse de cette première expérience puisqu'elle a même été responsable du clap lors du tournage d'une scène.